# Рассвет (Калужская область)
Рассвет — деревня в Думиничском районе Калужской области России. Входит в состав СП «Село Маклаки».

## История
В 1920-е гг. в нескольких км от д. Ряплово образовался поселок Заря. Перед войной в нем было 12 крестьянских дворов. Рядом в 1933 году прошла железная дорога Сухиничи-Фаянсовая.
Во время оккупации южной части Думиничского района фашистами Думиничский леспромхоз начал вести отгрузку леса и дров со станции Пробуждение (с осени 1942 г.). После войны объемы лесозаготовок стали увеличиваться. Рабочим нужно было жилье. А поскольку ст. Пробуждение и п. Заря с 1937 г. относились к Кировскому району, то решили для лесозаготовителей построить новый поселок.
Так рядом с д. Ряплово образовался населенный пункт, который в честь наркома путей сообщения СССР был назван им. Кагановича.
В 1957 переименован в п. Рассвет.
В 1964 открылась школа (работала до 2010 г.).
В 2005 статус «поселок» был изменен на «деревня».
Население д. Рассвет в 2007 г. — 44 человека.